# Refugi de Cabana Sorda

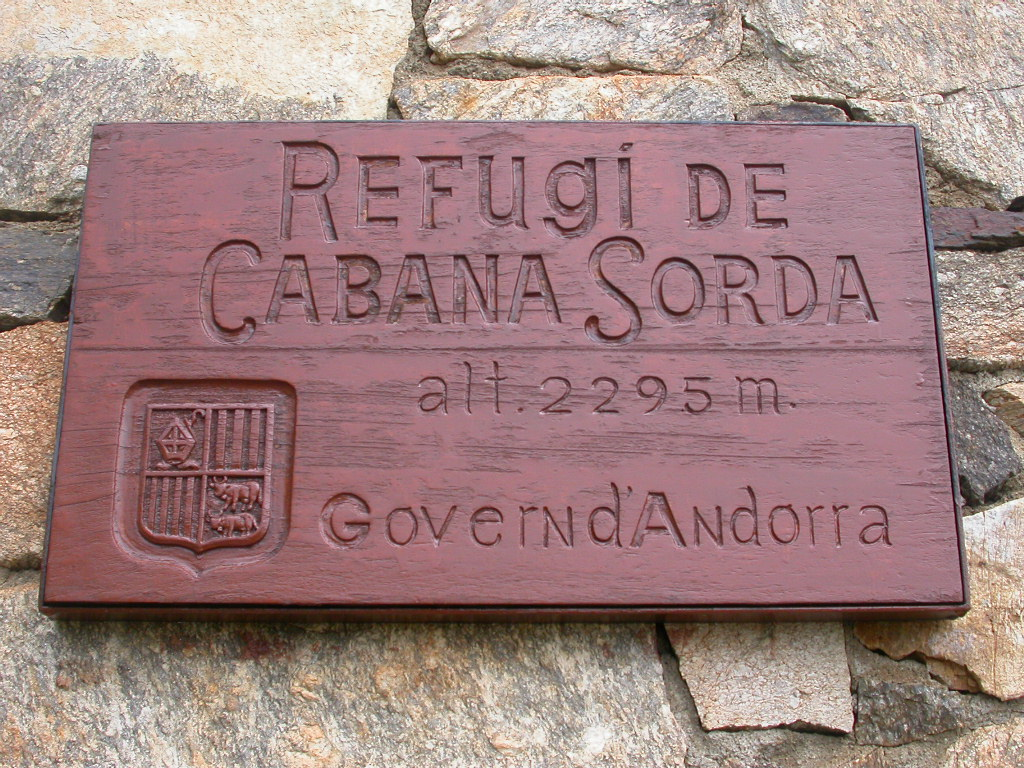
Placa exterior.

El refugi de Cabana Sorda és un refugi de muntanya de la Parròquia de Canillo (Andorra) a 2.295 m d'altitud i situat al costat esquerre de la sortida d'aigües de l'estany de Cabana Sorda.